# 闽粤蚊母树
闽粤蚊母树（学名：Distylium chungii）为金缕梅科蚊母树属下的一个种。

## 扩展阅读
維基物種上的相關：闽粤蚊母树